# Contra
För andra betydelser, se Contra (olika betydelser).
Contra är en svensk nyliberal och konservativ stiftelse som innehar en tidskrift och ett bokförlag. De vänder sig uttryckligen emot socialism och förespråkar istället total marknadsekonomi. Stiftelsen har beskrivits som högerextrem av stiftelsen Expo.
Contra grundades av uteslutna medlemmar i organisationen Demokratisk Allians. I styrelsen sitter ordförande Géza Molnár, Christer Arkefors, Fredrik Runebert och C.G. Holm. I tidskriftens redaktion sitter ansvarige utgivaren Géza Molnár, C G Holm och Fredrik Runebert.

## Historia
Stiftelsen Contra grundades 14 september 1974 av Christer Arkefors, C G Holm och Géza Mólnár under namnet Stiftelsen Progressiv Information, och tidskriften började ges ut året därefter. Contras grundare hade tidigare varit medlemmar i den antikommunistiska organisationen Demokratisk allians, men uteslutits på grund av samröre med högerextrema organisationer. Enligt vad Holm senare har uppgivit var stiftelsens huvuduppgift att granska kommunistregimernas styre i Östeuropa samt Sveriges socialdemokratiska arbetareparti. 1975 bytte hela verksamheten till det nuvarande namnet, och 1976 grundades ett bokförlag som först hette Molnar & Holm HB och från 1982 Contra Förlag & Co KB, nuvarande Contra Förlag KB.

## Ideologi och ställningstaganden
Stiftelsens verksamhet är uttalat antisocialistisk, och dess tidskrift publicerar artiklar i denna riktning. Den var tidigt ute på svenska med artiklar om Chicagoskolan, Milton Friedman med flera. Den har också analyserat nazismens och fascismens rötter i socialistiskt tänkande, idéer som uttryckts av bland annat Friedrich von Hayek och Georg Stadtmüller.
Tidskriftens grundsatser består bland annat i att verka för individens rätt och mot kollektivism, att värna om den västerländska demokratin och fördjupa relationer med länder som lever upp till de västerländska idealen, samt bekämpa socialism i alla dess former. 
Författaren och filosofen Sven Ove Hansson utgav 1985 boken Till höger om neutraliteten på Tidens förlag som är nära knutet till Socialdemokraterna. I skriften kallade han Contra för en högerextrem tidning och Carl G. Holm för högerextremist. Holm stämde förlaget för förtal, men rätten ogillade åtalet som innehöll sexton åtalspunkter. På basis av detta ogillade åtal har stiftelsen Expo framfört att det är lagligt att kalla Contra högerextremt. Eftersom målet gällde tryckfrihet och svarandesidan begärde det, avgjordes skuldfrågan först av en tryckfrihetsjury. Holm begärde att alla socialdemokrater skulle förklaras jäviga som jurymedlemmar, eftersom de hade arbetat i en organisation med nära kopplingar till svaranden, Tidens förlag. Tingsrätten avvisade detta och i slutändan friades svaranden av en jury där fem av de nio jurymedlemmarna var socialdemokrater. Holm ansåg att det hade begåtts ett rättegångsfel och klagade över detta till hovrätten, som dock menade att allt hade gått rätt till. Holm gick då vidare till Europadomstolen, som fällde Sverige för brott mot artikel 6 i Europeiska konventionen om mänskliga rättigheter. Domstolen beslöt att han inte skulle få något skadestånd, men skulle återfå de delar av rättegångskostnaderna som kunde sammanhänga med rättegångsfelet.

Tidskriften Contra har fått erkänsla av bland annat Sven Stolpe, Ian Wachtmeister och Carl I. Hagen.

## Förlagsverksamhet
Stiftelsen Contra fungerar även som ett bokförlag. Bland titlar återfinns till exempel: 
- Reflektioner om franska revolutionen av Edmund Burke[13]
- Det verkliga kriget av Richard Nixon
- Till västs försvar av Winston Churchill Jr.
- Västerlandets misstag av Alexander Solzjenitsyn
- Antifeministiska manifestet av Kalle Strokirk
- Neutralitetsmyten av Tommy Hansson
- Moskva och terroristinternationalen av Bertil Häggman
- Medlöparna av Bertil Häggman
- Så arbetar kommunistpartierna av Jon Skard

## Contras Frihetspris
Contra delade på 80-talet ut ett frihetspris åt bemärkta personer. Bland mottagarna märks författarna Andres Küng och Sven Stolpe samt nationalekonomen Sven Rydenfelt.